# Mischonyx cuspidatus
Mischonyx cuspidatus is een hooiwagen uit de familie Gonyleptidae.